# 董象緯
董象緯，生卒年不詳，清朝武官。
董象緯原任古北口總兵，雍正元年（1723年）升直隸提督。同年改任廣東提督。雍正三年（1725年），任鑾儀使。雍正十年（1732年）任正黃旗漢軍副都統。次年升任鑲紅旗漢軍都統，仍兼正黃旗漢軍副都統。